# ななみくす! nana mix!
『ななみくす! nana_mix!』は、茜虎徹による日本の漫画作品。富士見書房の雑誌『月刊ドラゴンエイジ』にて2008年5月号から2009年11月号まで連載された。

## 概要
テーマは『ツンデレ』＋『ウル』の『ツンウル』ヒロイン。

## あらすじ
ある目的のために柳児太朗を捜して、『聖マリベル学園』に転校してきた少女・未抄七海。
しかし、学園には謎の秘密結社『鉄の爪』党が存在していた。
七海と児太朗はクラスメイトの那鳩妃螺と後輩の牛緒陽子を加えて、鉄の爪と戦う『銀の乙女組』を結成することになり……?

## 登場人物
未抄 七海（みしょう ななみ）
本作品の主人公であると同時にヒロインの少女。高校二年生の17歳。
薄いピンク色の長い髪と小学生並の小柄な体格が特徴。その為、小学生とよく間違えられ、児太朗にも妹さんと勘違いされた。
小学校を卒業後、学園に転校してくるまで5年間アメリカに留学していた。
気が強く素直じゃない性格だが、その反面人一倍さびしがり屋。児太朗のことが好きなのだが、その性格故にうまく打ち明けることができない。また、ちょっとしたことで落ち込んで、目に涙をためてしまう一面もある。
祖父からもらった銀色のけん玉を常に持ち歩いている。これは小さい頃の児太朗との思い出が詰まった品でもある。
なお、けん玉は非常に重く武器にもなる。また、『鉄の爪』と二度目に対決した時、けん玉は剣に変形し、その威力を発揮した。
最終話では、児太朗とはカップルになっていたが、体格は前と変わっておらず、遊園地で迷子になった際も、児太朗の妹と係員に誤解された。
（身長142センチ・スリーサイズ60/50/54）
柳 児太朗（やなぎ こたろう）
小学校で七海と同級生であった少年。髪は長めで、首の後ろ辺りで纏めている。
性格はとても温厚だが、女性からのアプローチ等には鈍感。
趣味は読書で。料理や裁縫が得意。
（身長168センチ）
那鳩 妃螺（なはと きら）
七海と同じクラスの少し変わった雰囲気の少女。
普段は明るい普通の女の子だが、時折児太朗や七海の前で怪しげな態度を取る。
実は彼女の正体は、秘密結社『鉄の爪』党の首領、『鉄の爪』であり、自分の不満と悲しみと憤りを七海にそのままぶつけるが、甘ったれるなと切り捨てられ、武器である両手の鋭い爪状の武器で七海と死闘を繰り広げるが、敗れた。その後、七海達と和解し、留学先であるドイツに家族と共に旅立っていった。
（身長160センチ・スリーサイズ85/54/80）
牛緒 陽子（うしお ようこ）
後輩の一年生。大きな眼鏡と巨乳が特徴。
底抜けに明るく陽気な性格で行動力があり、ムードメーカーであると同時にトラブルメーカー。
いわゆるオタク文化に精通し、趣味はコスプレ。
最終話では、3人のヒロインの中で一番早く結婚し、1人の男の子を授かった（彼女の夫は未登場である為、誰と結婚したかは不明となっている）。
（身長172センチ・スリーサイズ92/60/86）

## 書誌情報
茜虎徹 『ななみくす! nana_mix! 』 富士見書房〈角川コミックス ドラゴンJr.〉、全3巻。ドラゴンエイジ2008年12月号掲載分の番外編は未収録。
- 第1巻 2008年12月9日、ISBN 978-4-04-712580-3
- 第2巻 2009年6月9日、ISBN 978-4-04-712606-0
- 第3巻 2010年1月9日、ISBN 978-4-04-712643-5